# Canal de Pemba
El Canal de Pemba (en inglés: Pemba Channel) es un estrecho que separa la costa oriental del continente africano de la isla de Pemba. La parte más septentrional del canal esta frente a la costa de Kenia, mientras que el resto de esta se encuentra al frente de la Tanzania continental.
El Canal de Pemba es bien conocido por estar lleno de peces, marlines, tiburones tigre, tiburones martillo, atunes de aleta amarilla, y barracudas entre otras especies que se encuentran en la zona, junto con las tortugas marinas, delfines, dugongos y ballenas.
El Club de Pesca del Canal de Pemba, está ubicado en la costa de Kenia en Shimoni, es uno de los clubes de pesca más antiguos y famosos de África;. Ernest Hemingway, entre otros, practicaron la pesca en alta mar allí